# Bienala Internațională de Artă de la Veneția

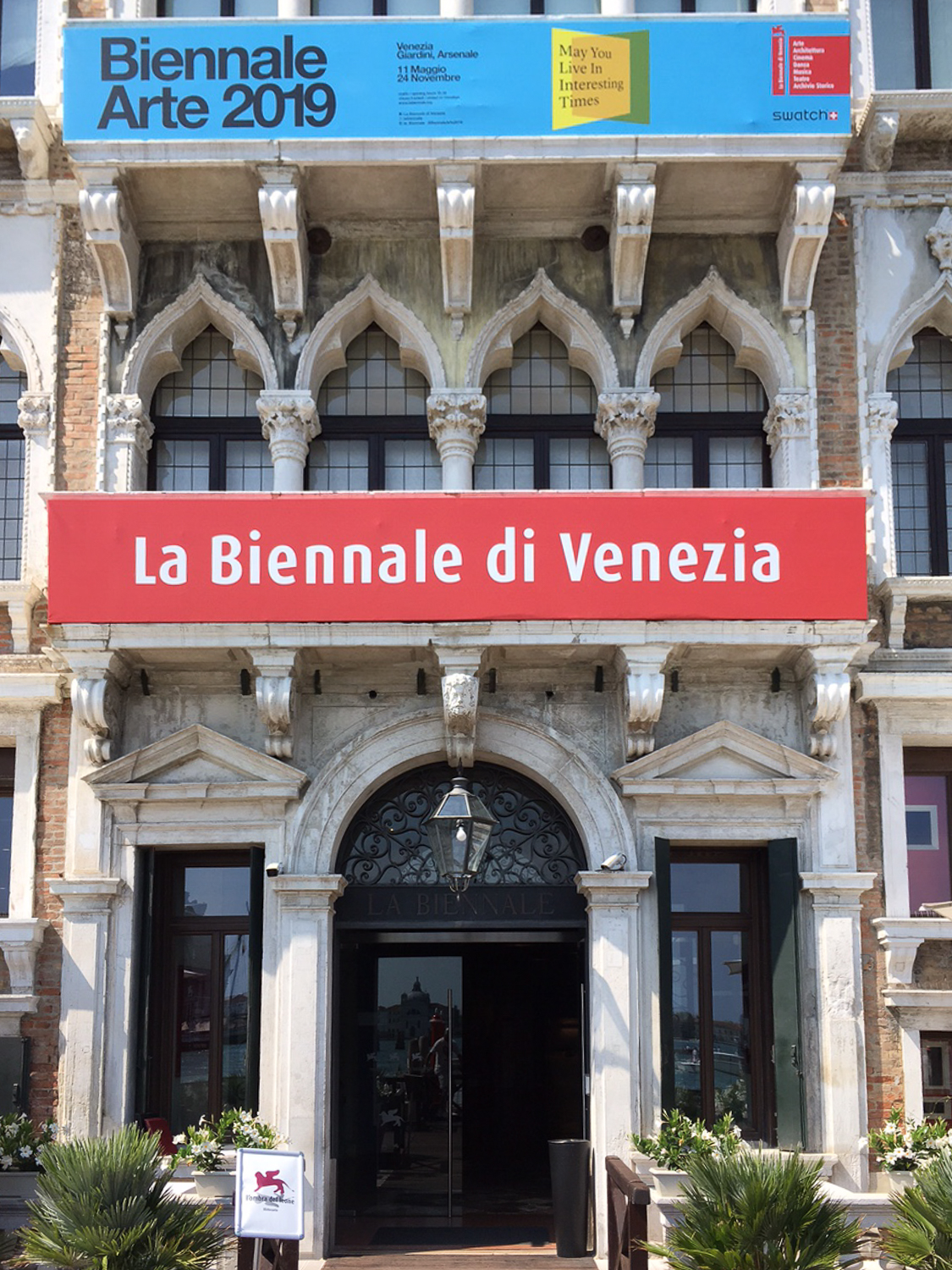
La Biennale di Venezia, 2019. Locația.

Bienala Internațională de Artă de la Veneția sau Bienala de la Veneția, (italiană Biennale di Venezia) este un festival de arte ce se desfășoară anual sau bienal la Veneția, nu numai în edificiul de epocă "Palazzo del Cinema" ci și în alte locuri din „orașul lagună”.
Este una dintre cele mai importante și prestigioase manifestări de artă contemporană din lume.

## Istoric
A luat naștere din inițiativa unui grup de intelectuali venețieni conduși de primarul din acel timp, Riccardo Selvatico care într-o rezoluție administrativă din aprilie 1893, propunea „instituirea unei expoziții artistice bienale naționale.” 
Denumirea de "Bienală" derivă de la cadența din doi în doi ani a manifestărilor (cu excepția Festivalului de Film înființat în 1932, acesta având cadență anuală).
Atât Bienala internațională de artă cât și Festivalul de film din Veneția sunt primele și totodată cele mai vechi manifestații de acest fel, care dăinuie și azi.
Fundația care funcționează continuu, sprijină și organizează următoarele evenimente:
| Denumire                           | Numele oficial                                  | Înființat | Ritm                 |
| ---------------------------------- | ----------------------------------------------- | --------- | -------------------- |
| Bienala de Artă                    | Bienala Internațională de Artă                  | 1895      | anii impari          |
| Bienala de Muzică                  | Festivalul Internațional de Muzică Contemporană | 1930      |                      |
| Bienala de Teatru                  | Festivalul Internațional de Teatru              | 1934      |                      |
| Festivalul de film din Veneția     | Festivalul International de film din Veneția    | 1934      | anual                |
| Bienala de Arhitectură din Veneția | Expoziția Internatională de Arhitectură         | 1980      | anii pari (din 2000) |
| Bienala de Dans                    | Festivalul Internațional de Dans Contemporan    | 1999      | neregulat            |
| Carnavalul copiilor                | Carnavalul Internațional al copiilor            | 2009      |                      |